# Les Halles
Les Halles var tidligere et stort marked, der opstod i det centrale Paris i middelalderen. Markedshallerne bestod frem til 1971, hvor det blev revet ned og erstattet af et stort indkøbscenter i flere etager, Forum des Halles. Les Halles udtales [le al], det vil sige, at man ikke, som det ellers er normalt på fransk, trækker s'et fra 'les' over til Halles.

## Historie
Les Halles var det traditionelle centrale marked i Paris. I 1183 udvidede kong Filip II August markedet og lod opføre bygninger til de handlende, der kom alle steder fra for at sælge deres varer. Kirken Saint-Eustache blev bygget i 1500-tallet. Den cirkulære Halle des Blés (kornbørsen), tegnet af Nicolas Le Camus de Mézières, er bygget mellem 1763 og 1769 i den vestlige ende af Les Halles. Den cirkulære centrale plads blev i 1889 dækket med en kuppel og omdannet til Bourse de Commerce (handelsbørsen). [5] I 1850'erne tegnede Victor Baltard de berømte glas- og jernbygninger, Les Halles, som stod indtil 1970'erne. Les Halles, der lå centralt i Paris, i byens 1. arrondissement, blev kendt som "Paris' mave". Det var forfatteren Émile Zola, som fandt på navnet, der er titlen på hans roman Le Ventre de Paris (1873).

## Forum des Halles
I 1970'erne opførte man på stedet, hvor det gamle engrosmarked, Les Halles, havde ligget, et moderne indkøbscenter, som fik navnet Forum des Halles. Som det nærliggende museum for moderne kunst Centre Pompidou står også Forum des Halles moderne arkitektur i kontrast til de ældre bygninger, som kendetegner Paris' centrum. En arkitektkonkurrence i 2004 mundede ud i forslag en komplet sanering af Forum des Halles. Byfornyelsen omfatter også RER- og metrostationen Châtelet-Les Halles.

## Kommunikation
Mellem Les Halles og Place du Châtelet ligger byens mest trafikerede metro- og RER-station, Châtelet-Les Halles, der med sine 800.000 daglige rejsende er blandt Europas travleste stationer. Châtelet-Les Halles trafikeres af metrolinjerne             og RER-linjerne      samt et stort antal RATP-buslinjer og natbuslinjer.